# هرمونكونة
هَرمونِكُونَة (الاسم العلمي: Harmonicon)، جنس من العناكب في أمريكا الجنوبية تتبع فصيلة العكابيات التي وصفت لأول مرة من قبل فريدريك أوكتافيوس بيكارد كامبريدج في عام 1896.

## الأنواع
اعتبارًا من مايو 2019 يشتمل على أربعة أنواع
- Harmonicon audeae Maréchal & Marty, 1998 – غيانا الفرنسية
- Harmonicon cerberus Pedroso & Baptista, 2014 – البرازيل
- Harmonicon oiapoqueae Drolshagen & Bäckstam, 2011 – غيانا الفرنسية
- Harmonicon rufescens F. O. Pickard-Cambridge, 1896 (نوع نمطي) – البرازيل

## روابط خارجية
- (بالfr+en) مرجع موسوعة الحياة (EOL) : هرمونكونة